# Laurence Leboucher
Laurence Leboucher (Alençon, 22 februari 1972) is een voormalig Frans wielrenster. Leboucher is tweevoudig wereldkampioen veldrijden en eenmaal wereldkampioen mountainbiken. Ze nam deel aan de Olympische Spelen van 1996, 2000, 2004 en 2008.

## Erelijst

### MTB
| Seizoen | Wereldbeker       | Kampioenschappen | Overige           | Totaal aantal zeges |
| ------- | ----------------- | ---------------- | ----------------- | ------------------- |
| 1996    |                   | FK               |                   | 1                   |
| 1997    |                   |                  |                   | 0                   |
| 1998    | Plymouth, Conyers | WK, EK, FK       | Roc d'Azur        | 6                   |
| 1999    |                   | FK               | Roc d'Azur        | 2                   |
| 2000    |                   | EK, FK           | Sea Otter Classic | 3                   |
| 2001    | Leysin            | EK               | Roc d'Azur        | 3                   |
| 2002    |                   | FK               | Roc d'Azur        | 2                   |
| 2003    |                   |                  |                   | 0                   |
| 2004    |                   |                  |                   | 0                   |
| 2005    |                   |                  |                   | 0                   |
| 2006    |                   | FK               |                   | 1                   |
| 2007    |                   | FK               |                   | 1                   |
| 2008    |                   |                  |                   | 0                   |

### Cross
| Seizoen   | Wereldbeker | Superprestige | GvA Trofee | WK    | FK     | Overige                    | Totaal aantal zeges |
| --------- | ----------- | ------------- | ---------- | ----- | ------ | -------------------------- | ------------------- |
| 1999-2000 | Nommy       |               |            | 4e    | Goud   |                            | 2                   |
| 2000-2001 |             |               |            | 5e    | Goud   | Liévin                     | 2                   |
| 2001-2002 |             |               |            | Goud  | Zilver | Liévin                     | 2                   |
| 2002-2003 |             |               | Koppenberg | Brons | Goud   | Lapalisse, Sedan, Overijse | 5                   |
| 2003-2004 |             |               |            | Goud  | Zilver |                            | 1                   |
| 2004-2005 |             |               |            | 4e    | Zilver |                            | 0                   |
| 2005-2006 |             |               |            | 14e   | Goud   | Fourmies                   | 1                   |
| 2006-2007 | Nommy       |               |            | Brons | Zilver | Blaye                      | 2                   |
| 2007-2008 |             |               |            | Brons | Goud   | Quelneuc                   | 2                   |

### Weg
1993
- GP France